# Новоніжино
Новоніжино — селище у Шкотовському районі Приморського краю, адміністративний центр Новоніжинського сільського поселення. Розташоване частиною в долині та частиною на увалі при річці Суходіл.
Назву дали переселенці з України на честь міста Ніжина. Поблизу Новоніжино розташовано аеродром, де діє парашутний клуб «Сьоме небо».

## Історія
Село утворено у 1885 році переселенцями з села Ніжинка Раздольнинської волості. У 1902 році було збудовано церкву, діяла церковно-приходська школа. У 1905 році через Новоніжино була прокладена залізниця, яка простяглася до села Анісімовка, а далі була вузькоколійка. Спочатку станція називалася Ніжино, а у 1906 році була перейменована в Новоніжино.

## Освіта
У селищі є школа «МУ Новоніжинська середня загальноосвітня школа № 26».